# Kazimierz Marcinkiewicz

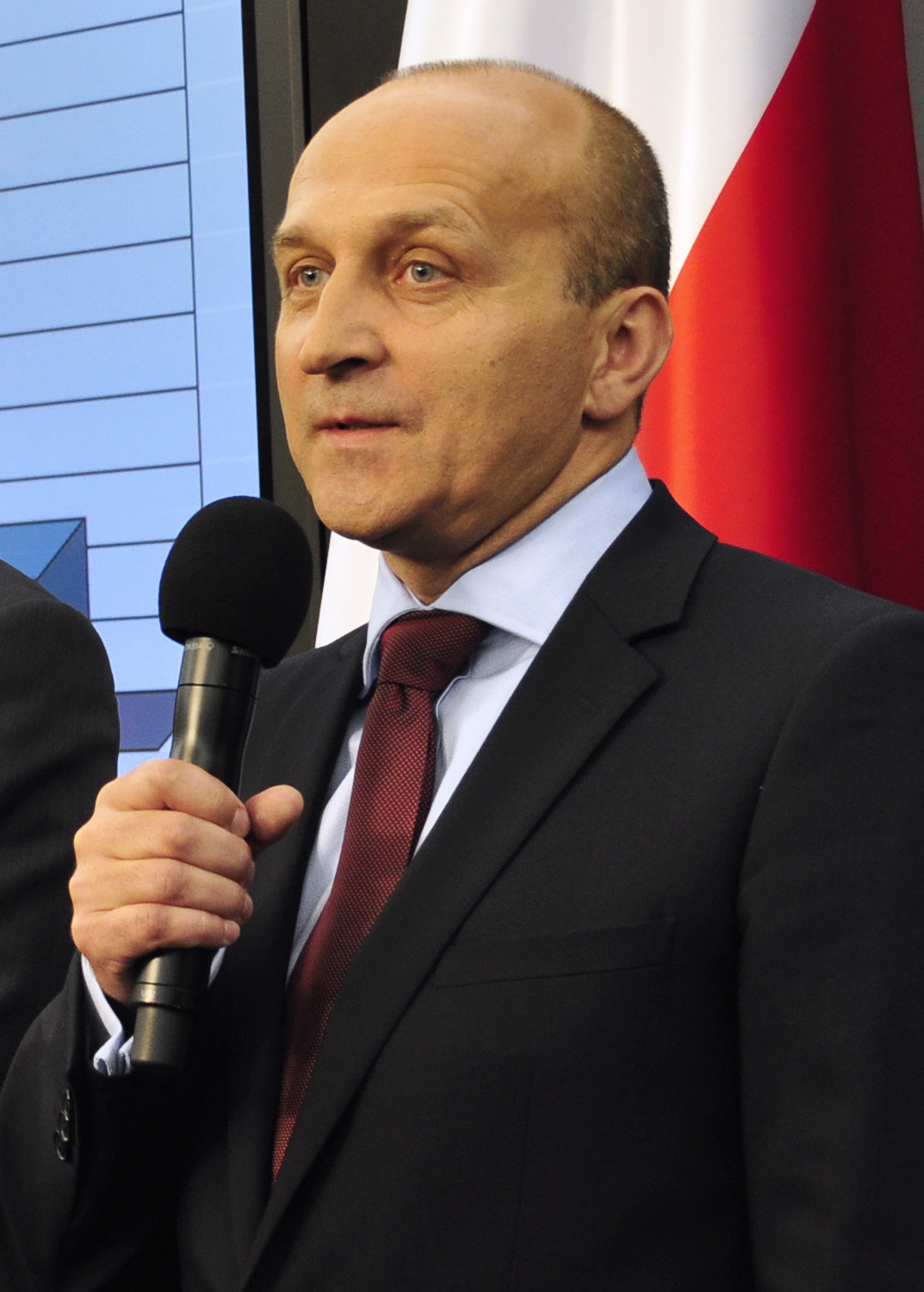
Kazimierz Marcinkiewicz (2011)

Kazimierz Marcinkiewicz (Ausspracheⓘ) (* 20. Dezember 1959 in Gorzów Wielkopolski) ist ein polnischer Politiker (bis 2007 PiS). Er war von Oktober 2005 bis Juli 2006 Ministerpräsident Polens und anschließend bis Dezember 2006 kommissarischer Stadtpräsident von Warschau. Von 2007 bis 2008 war er Direktoriumsmitglied der Europäischen Bank für Wiederaufbau und Entwicklung.

## Leben
Marcinkiewicz studierte Physik an der Universität Breslau (Abschluss 1984). Anschließend arbeitete er als Mathematik- und Physiklehrer an einer (achtklassigen) Grundschule in seiner Heimatstadt Gorzów Wielkopolski, 1989 wurde er stellvertretender Schuldirektor. Weitere Erfahrungen sammelte er als Mitglied der Solidarność-Bewegung seit 1981 und als Redakteur der Gorzówer Untergrundpresse in den 1980er Jahren. Von 1989 bis 2002 war er Mitglied der Zjednoczenie Chrześcijańsko-Narodowe (ZChN). Nach dem Ende der Volksrepublik Polen wurde er 1990 Leiter des Schulamts (kurator oświaty) in der Woiwodschaft Gorzów. Parallel dazu absolvierte er ein Aufbaustudium in Verwaltung an der Fakultät für Recht und Verwaltung der Adam-Mickiewicz-Universität Posen. Im Jahre 1992 wurde Marcinkiewicz als Staatssekretär in das Ministerium für Nationale Erziehung berufen (bis 1993). Von 1995 bis 1997 war er Direktor des Lehrerverbandes. 1995 begann er zudem ein Promotionsstudium an der Wirtschaftswissenschaftlichen Fakultät der Universität Stettin, das er jedoch nicht abschloss.
Auf der Liste der Akcja Wyborcza Solidarność (AWS), der auch die ZChN angehörte, wurde er 1997 in das polnische Parlament (Sejm) gewählt, dem er bis 2006 angehörte. Von 1999 bis 2000 war er Kabinettschef des Ministerpräsidenten Jerzy Buzek (AWS). Nach dem Zerfall der AWS schloss sich Marcinkiewicz im Mai 2001 der neugegründeten nationalkonservativen Partei Recht und Gerechtigkeit (PiS) an und wurde deren erster Fraktionsvorsitzender im Sejm. Nach der Parlamentswahl 2001, bei der er auf der PiS-Liste wieder ins Parlament gewählt wurde, übergab er den Fraktionsvorsitz an Jarosław Kaczyński.
Bei der Parlamentswahl 2005 wurde PiS stärkste Kraft. Am 31. Oktober 2005 wurde Marcinkiewicz als Nachfolger Marek Belkas (SLD) zum polnischen Ministerpräsidenten ernannt. Er stand einer Minderheitsregierung aus PiS und Parteilosen vor, die im Parlament auf die Unterstützung der radikalen populistischen Parteien Selbstverteidigung der Republik Polen (SPR) und Liga Polnischer Familien (LPR) sowie der Bauernpartei PSL angewiesen war. Marcinkiewiczs überraschender Karrieresprung war vor allem damit zu erklären, dass der PiS-Vorsitzende Jarosław Kaczyński auf das Amt des Ministerpräsidenten verzichtete, um die Chancen seines Zwillingsbruders Lech bei den Präsidentschaftswahlen im Oktober desselben Jahres nicht zu gefährden. Im Mai 2006 bildete Marcinkiewicz sein Kabinett um, die Koalitionspartner SPR und LPR traten nun selbst mit Ministern in die Regierung ein. Am 7. Juli 2006 kündigte der Ministerpräsident jedoch seinen Rücktritt an. Als Grund dafür wurden unter anderem Differenzen mit Jarosław Kaczyński im Bereich der Personalpolitik vermutet sowie das hohe Ansehen Marcinkiewiczs in der Bevölkerung, welches für Kaczyński eine Bedrohung dargestellt haben könnte. Das politische Komitee der PiS empfahl anschließend den Parteivorsitzenden Jarosław Kaczyński für die Nachfolge, der am 14. Juli 2006 die Regierungsführung übernahm.
Marcinkiewicz wurde am 20. Juli 2006 als Nachfolger Mirosław Kochalskis zum Interims-Stadtpräsidenten (Oberbürgermeister) der Hauptstadt Warschau ernannt, das Amt war nach der Wahl des früheren Stadtpräsidenten Lech Kaczyński zum polnischen Staatspräsidenten vakant. Bei der nächsten regulären Kommunalwahl im November 2006 unterlag Marcinkiewicz jedoch im zweiten Wahlgang seiner liberalen Gegenkandidatin Hanna Gronkiewicz-Waltz von der Bürgerplattform (PO). Sie übernahm das Amt am 2. Dezember 2006. Im Oktober 2007 verließ Marcinkiewicz die Partei Recht und Gerechtigkeit.
Von 2007 bis 2008 gehörte Marcinkiewicz dem 23-köpfigen Direktorium der Europäischen Bank für Wiederaufbau und Entwicklung an. Von 2008 bis 2012 war er als Internationaler Berater für Goldman Sachs tätig. Seit 2013 ist er Präsident der Polnisch-Russischen Handelskammer und seit 2014 Präsident der Eurasischen Handelskammer.
Im Rückblick auf seine Zeit in der PiS kritisierte Marcinkiewicz 2023 den Parteichef Jarosław Kaczyński scharf, dieser wolle die bürgerlichen Freiheiten einschränken und die Gesellschaft kontrollieren: „Die Obrigkeit bestimmt die ganze Zeit, was wir zu tun, wie wir zu leben, mit wem wir zu schlafen haben. Das ist unmenschlich.“

## Privatleben
Aus erster Ehe hat Marcinkiewicz vier Kinder. 2009 heiratete er im polnischen Konsulat in Barcelona die damals 28-jährige Bänkerin Izabela Olchowicz, von der er sich 2016 scheiden ließ. 2022 wurde er zur Nachzahlung des Unterhalts für seine Ex-Frau verurteilt, ein deshalb eröffnetes Strafverfahren wurde für zwei Jahre auf Bewährung ausgesetzt. Marcinkiewicz erklärte dazu, seine Niederlage vor Gericht sei ein Racheakt des Justizministers Zbigniew Ziobro, der auf die Richter Einfluss genommen habe.

## Trivia
Im Rahmen einer Wohltätigkeitsveranstaltung in Warschau nahm Marcinkiewicz 2021 an einem Boxkampf teil.